# 斉藤美穂 (グラビアアイドル)
斉藤 美穂（さいとう みほ、1985年11月26日 - ）は、かつて存在した芸能事務所『ノイエ』に所属していた日本の元グラビアアイドル。

## 来歴・人物
当初はMIHO名義でモデルとしてファッションショー等で活動（梨花とも共演）していたが、2004年秋にグラビアアイドルに転向。「ナイトサイト」（NIGHT SIGHT）というユニットで活動していたが、2006年9月からソロへ転向。
ナイトサイトは2005年秋には映画『鳶がクルリと』（監督薗田賢次、配給東映、2005年10月1日封切）のキャンペーンガール「鳶っ娘江戸組」として各種メディアに登場。9月27日には西口プロレスの興行にラウンドガールとして参加し、長州小力と「パラパラ対決」等の催しを行った。
2007年の夏をもって、芸能活動を引退する事が発表された。公式ブログも同時期に終了となる。

## 作品

### DVD
- 斉藤美穂 ラビリンス（2004年12月20日、エッジ） - ソロDVD
- ナイトサイト（2005年2月17日、ノイエ）
- フル・スロットル!（2006年1月13日、竹書房）
- 斉藤美穂 H-Site（2007年7月20日、スパイスビジュアル） - ソロDVD

### 写真集
- ナイトサイト（2004年12月、双葉社） - 野村誠一撮影

### 参考
1. 1 2  “斉藤美穂DVD「H-Site」発売記念イベント”.   スクランブルエッグ (2007年8月15日). 2014年7月27日閲覧。
2. ↑  “ナイトサイトが映画『鳶がクルリと』キャンペーンで西口プロレスに乱入”.   スクランブルエッグ (2005年9月28日). 2014年7月27日閲覧。